# 19250 Poullain
19250 Poullain este o planetă minoră (asteroid), cu un diametru de 7,717 km, din centura de asteroizi. A fost descoperită pe 12 august 1994 la Observatorul La Silla de Eric Walter Elst. 
Obiectul prezintă o orbită caracterizată de o semiaxă mare de 3,1588225 UAi, o excentricitate de 0,13, o înclinație de 3,48564 ° în raport cu ecliptica.